# Тоннель Западной Стены

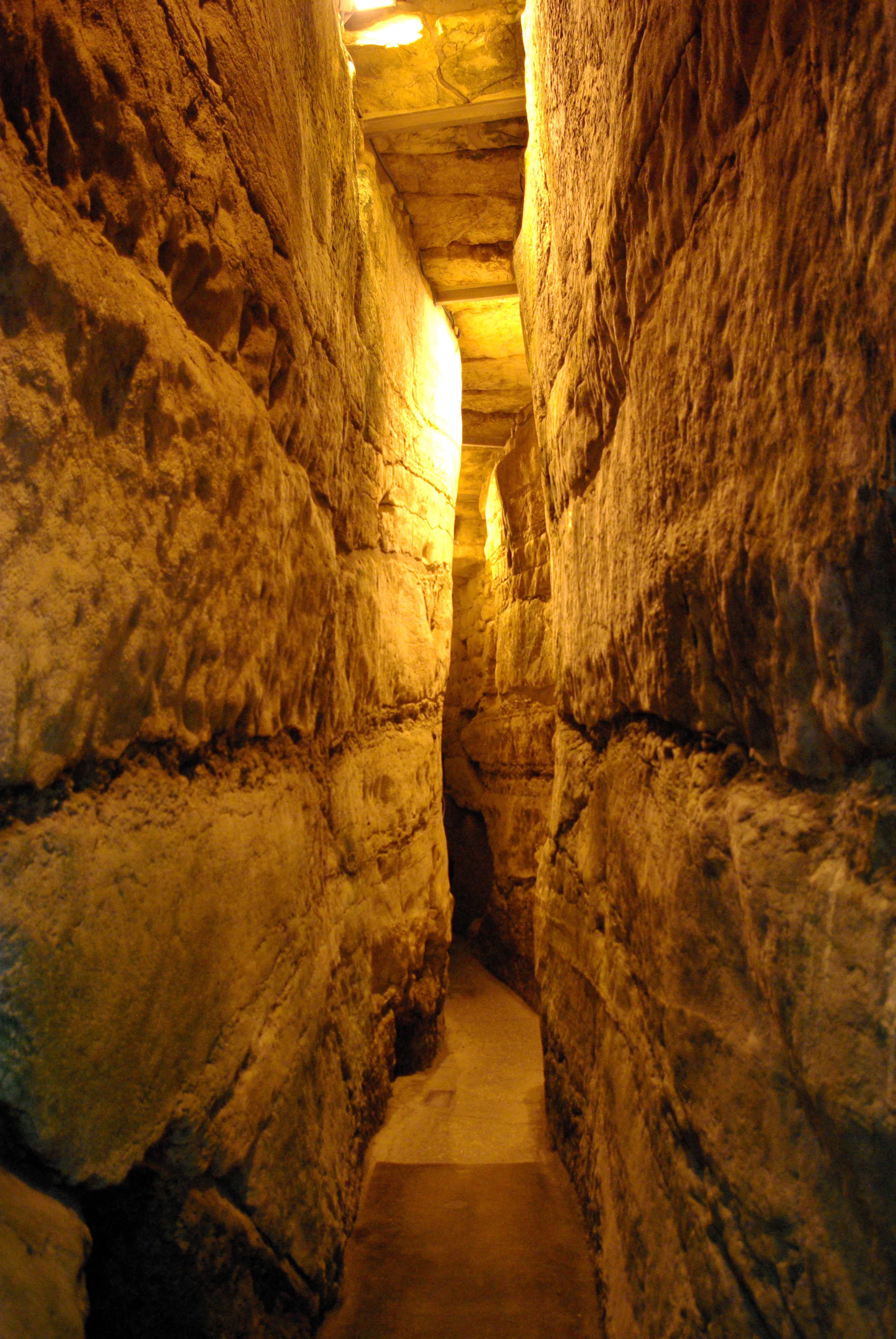
Узкий проход в тоннеле Западной Стены

Тоннель Западной Стены (ивр. מנהרת הכותל‎, Минхерет ха-Котель) — подземный тоннель, открывающий доступ к Западной Стене по всей её длине. Большая часть первоначальной длины Западной Стены скрыта под землёй; при том что её открытая часть составляет примерно 60 метров в длину, тоннель предоставляет доступ к ещё 485 метрам Стены.
Тоннель примыкает к Западной Стене и расположен под зданиями Мусульманского квартала Старого города Иерусалима. Он расположен вдоль линии — начинаясь от площади Западной Стены, проходит по современным тоннелям, затем через античную систему водоснабжения, и завершается бассейном Струтион.

## История
В I в. до н. э. царь Ирод предпринял проект по удвоению площади Храмовой горы в Иерусалиме, посредством присоединения части холма на северо-западе. Дабы реализовать его, были построены четыре поддерживающие стены, поверх которых была расширена Храмовая гора. Эти поддерживающие стены остались стоять — наряду с самой платформой — после разрушения Храма римлянами в 70 году н. э.
С тех пор большая часть территории рядом со стенами была занесена и застроена. После разрушения Храма часть Западной Стены осталась открытой. Поскольку это был ближайший к Святая Святых Храма участок, оставшийся доступным, он стал местом молитвы для евреев на протяжении тысячелетий.

## Раскопки

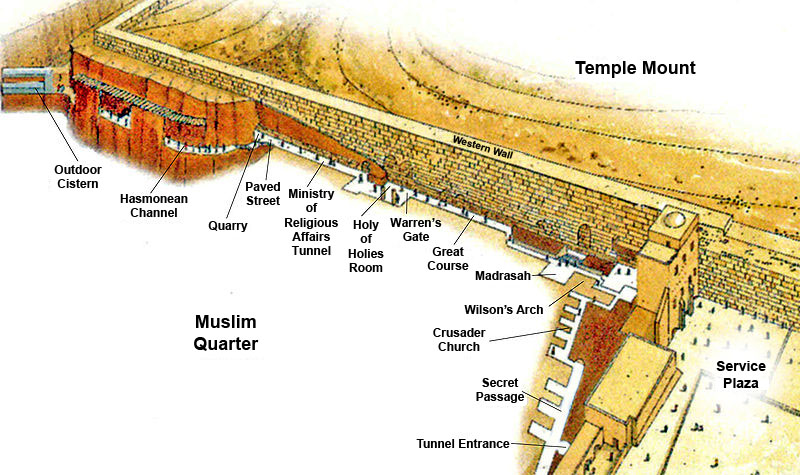
Схема тоннеля Западной Стены

Британские исследователи начали раскапывать Западную Стену в середине XIX века. Чарльз Уилсон начал раскопки в 1864 году, за ним в 1867-70 годах последовал Чарльз Уоррен. Уилсон открыл арку, ныне названную в его честь — «арка Уилсона» — которая составляет 12,8 метров в ширину и расположена выше нынешнего уровня грунта. Считается, что арка поддерживала мост, соединявший Храмовую гору с городом в период Второго Храма. Уоррен пробил шахты в арке Уилсона, которые видны до сих пор.
После Шестидневной войны Министерство по делам религии Израиля начало раскопки с целью открыть продолжение Западной Стены. Раскопки продолжались почти двадцать лет и выявили множество неизвестных ранее фактов об истории и географии Храмовой горы. Проводить раскопки было трудно, поскольку тоннели проходили под жилыми кварталами, построенными поверх древних сооружений периода Второго Храма. Раскопки проводились под присмотром научных консультантов и раввинов, чтобы гарантировать стабильность вышерасположенных построек, так и предотвратить повреждение исторических артефактов. В 1988 году был сформирован Фонд наследия Западной Стены, который принял ответственность за раскопки, обслуживание и обновление Западной Стены и площади Западной Стены.

## Примечательные объекты

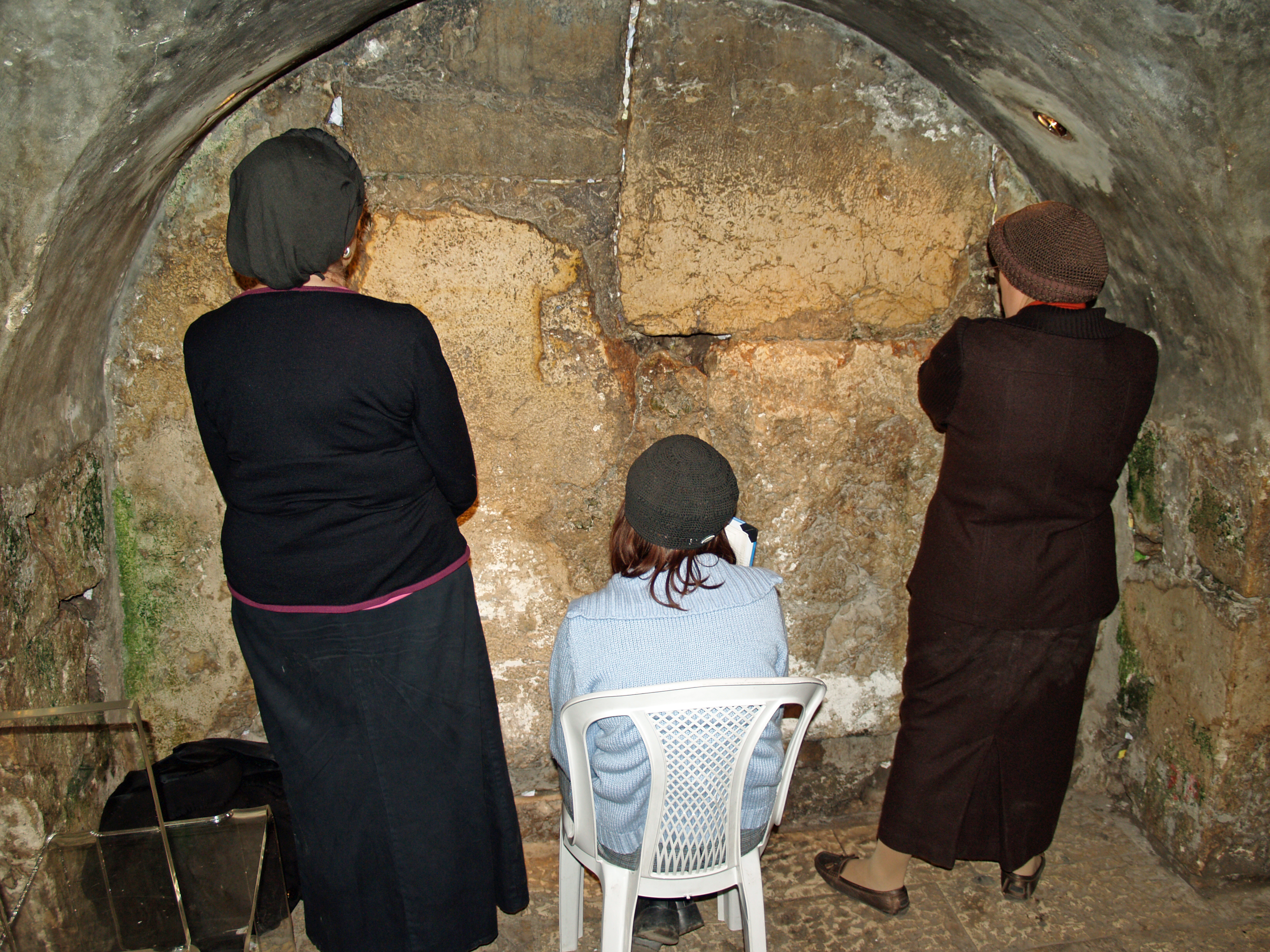
Женщины, молящиеся в тоннеле в точке, физически ближайшей к Святая святых

Тоннель открывает доступ к 485 метрам стены, выявляя методы строительства и разнообразные виды деятельности на территории, прилегающей к Храмовой горе. По мере осуществления раскопок было сделано множество археологических находок — включая открытия иродианского периода (улицы, монументальное строительство), участки реконструкции Западной Стены, датируемые омейядским периодом, и разнообразные постройки, относящиеся к айюбидскому, мамлюкскому и хасмонейскому периодам, возведённые для поддержки зданий на прилегающей территории Храмовой горы.
На расстоянии примерно 46 метров от входа в тоннель находятся «Ворота Уоррена». Этот запечатанный вход в течение сотен лет был маленькой синагогой под названием «Пещера», где ранние мусульмане разрешали евреям молиться в непосредственной близости от руин Храма. Рабби Иехуда Гец построил синагогу непосредственно за воротами, поскольку ныне это ближайшая к Святая святых точка, в которой может молиться еврей — предполагая, что Святая Святых находилась на традиционном месте под Куполом Скалы.
Внутри тоннеля также обнаружен самый большой камень Западной Стены, часто называемый Западный камень, который входит в число самых тяжёлых объектов, когда-либо поднятых человеческими существами без помощи оборудования, питаемого каким-либо видом энергии. Камень имеет 13,6 метров длины, 3 метра высоты и, согласно оценкам, между 3,5 и 4,5 метрами ширины; расчёты определяют его вес в 520 тонн.

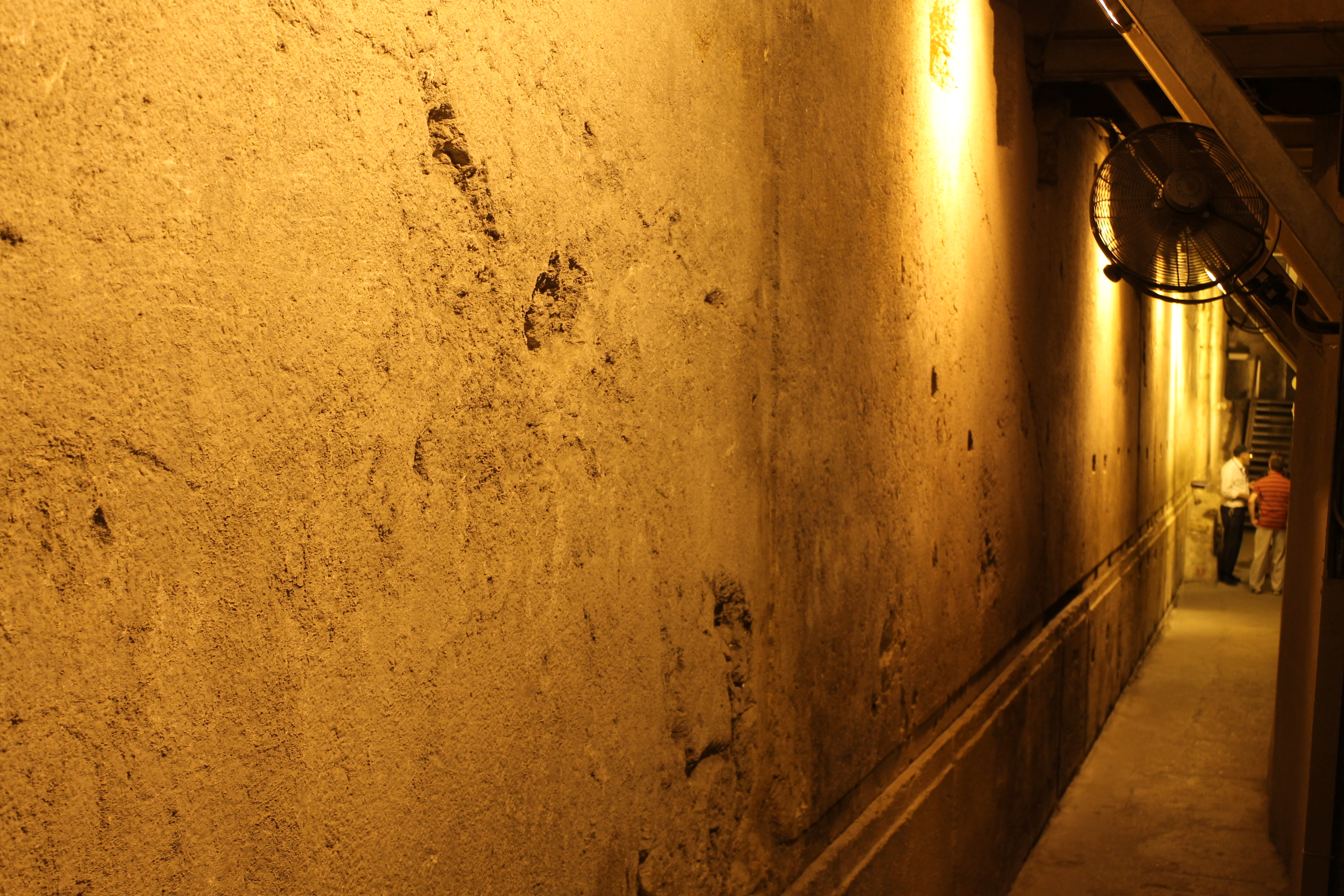
Западный камень, самый большой камень Стены

Рядом с тоннелем находится Центр «Цепь поколений» — еврейский исторический музей, спроектированный Элиавом Нахлиэли, в котором размещается аудиовизуальное шоу и девять стеклянных скульптур, созданных художником по стеклу Джереми Лэнгфордом.
В 2007 году Управление древностей Израиля обнаружило древнюю римскую улицу, датируемую предположительно вторым-четвёртым веками. Это была боковая улица, которая, вероятно, соединяла две крупные дороги и вела вверх на Храмовую гору. Открытие дороги предоставило новое подтверждение тому, что римляне продолжали использовать Храмовую гору после разрушения Храма в 70 году н. э..

## Бассейн Струтион и северный выход

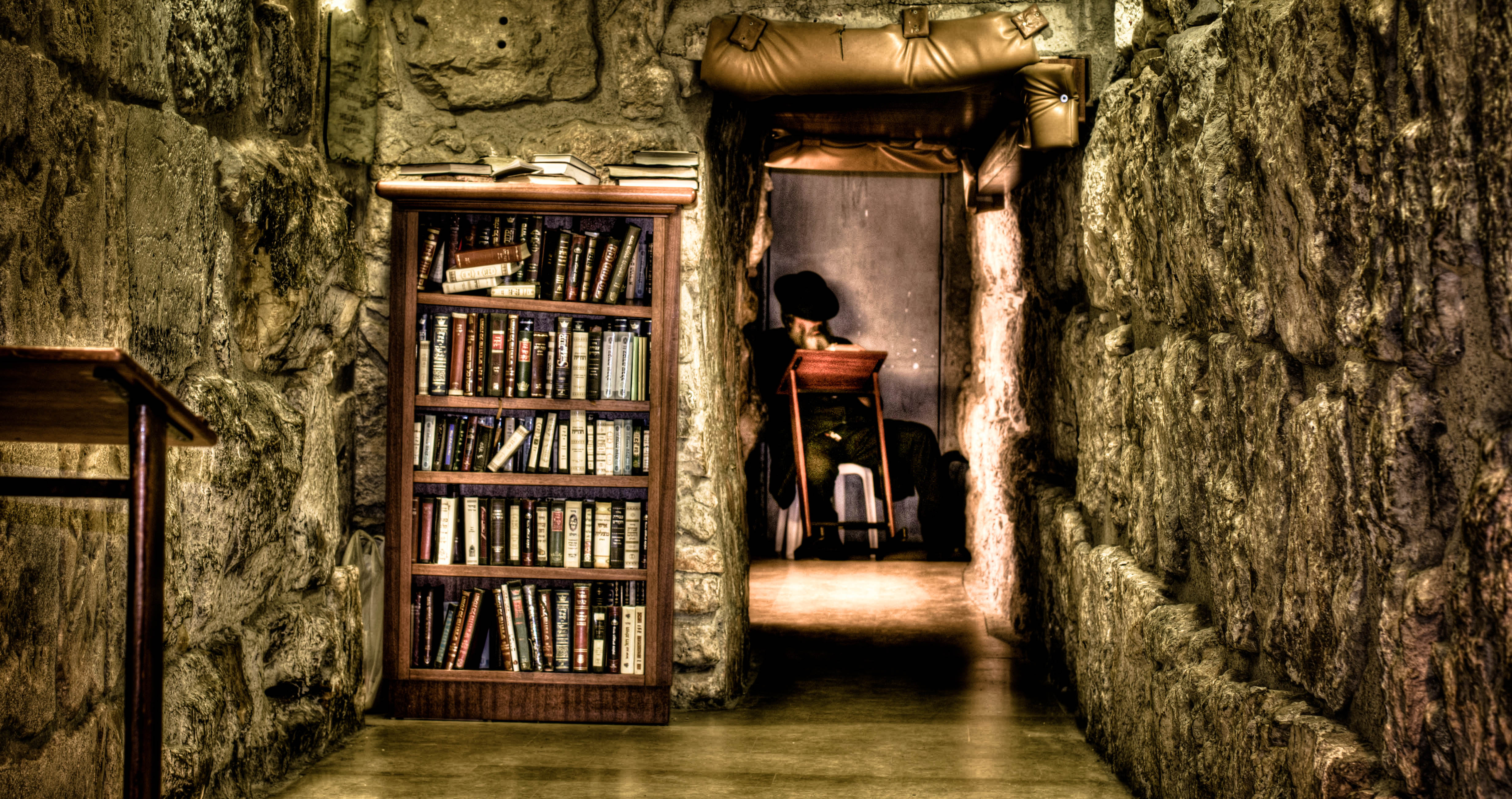

Бассейн Струтион — это большая кубовидная цистерна, собиравшая дождевую воду с водосточных желобов построек Форума. До Адриана эта цистерна была открытым бассейном, но Адриан добавил арочные перекрытия, дабы поверх них можно было расположить мостовую.

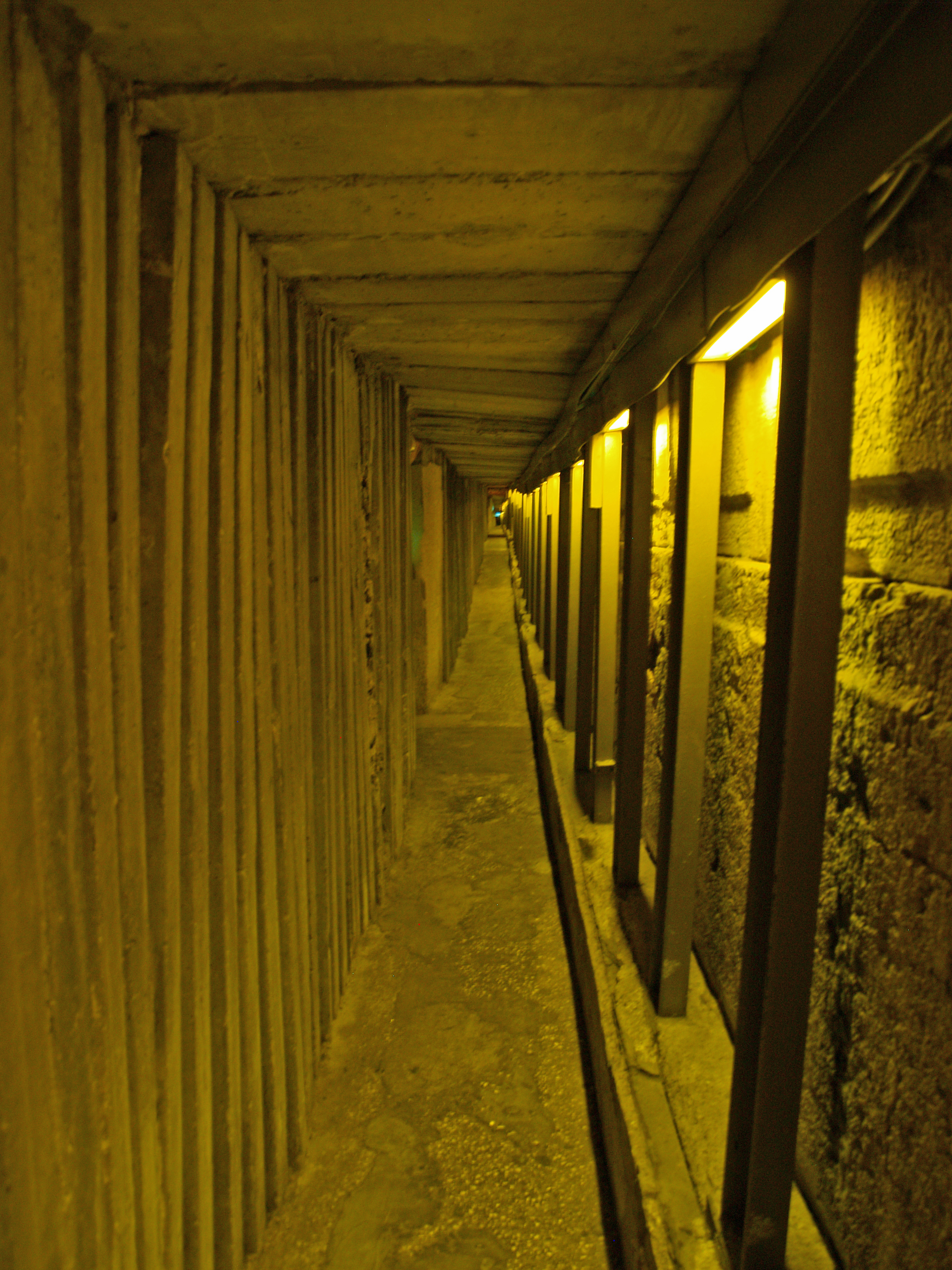
Бетонные опоры, применявшиеся для укрепления проходящих над ними древних улиц Мусульманского квартала Иерусалима. В конце этого тоннеля находится северный выход

Существование бассейна в первом веке подтверждается Иосифом, который сообщает, что он назывался Струтиус (буквально воробей). Изначально этот бассейн Струтион был построен Хасмонеями, как часть открытого водовода, который за прошедшее с той поры время был помещён под перекрытия. Остатки этого водного канала, снабжавшего водой Храмовую гору, были обнаружены в северной части Западной Стены; источник воды для него не определён до настоящего времени.
Изначально посетителям приходилось, дойдя до конца тоннеля, возвращаться назад ко входу, следуя уже пройденным путём. В результате выполненных в 1971 году продолжений первоначального тоннеля Западной Стены, конец тоннеля был соединён с вышеупомянутой хасмонейской водной системой; тем не менее, туристам по-прежнему приходилось, достигнув бассейна Струтион, выполнять разворот и узкими ходами возвращаться к своей исходной точке, что порождало логистические сложности. Было предложено прорыть альтернативный выход из тоннеля; однако поначалу предложение было отвергнуто на том основании, что каким бы ни был этот выход, он будет воспринят, как попытка еврейских властей заявить права на владение близлежащими участками земли, относящимися к Мусульманскому кварталу города. Кроме того, Сёстры Сиона не желали позволить туристам выходить из тоннеля через бассейн на территории монастыря Сестёр Сиона.
Тем не менее, в 1996 году Биньямин Нетаньяху распорядился о создании выхода, ведущего на Виа Долороза, под медресе Уммария. Ясир Арафат заявил, что израильтяне хотят с помощью туннеля подрыть фундамент мечети Аль-Акса и таким образом разрушить её, освободив место для строительства своего Храма. Несмотря на очевидный абсурд этого заявления, на протяжении последовавших нескольких недель в ходе протестов палестинских арабов против сооружения выхода было убито 67 человек. Бассейн Струтион был разделён на две части стеной, преграждающей сообщение между ними; одна часть видна из тоннеля Западной Стены, другая представляет собой участок, доступный со стороны монастыря Сестёр Сиона. После этого туристы получили возможность заходить в тоннель через южный вход возле Западной Стены, проходить в сопровождении гида всю длину тоннеля и выходить через его северный конец. Этот выход, однако открыт только в дневное время, в связи с по-прежнему актуальными соображениями безопасности.